# Hetzenhausen

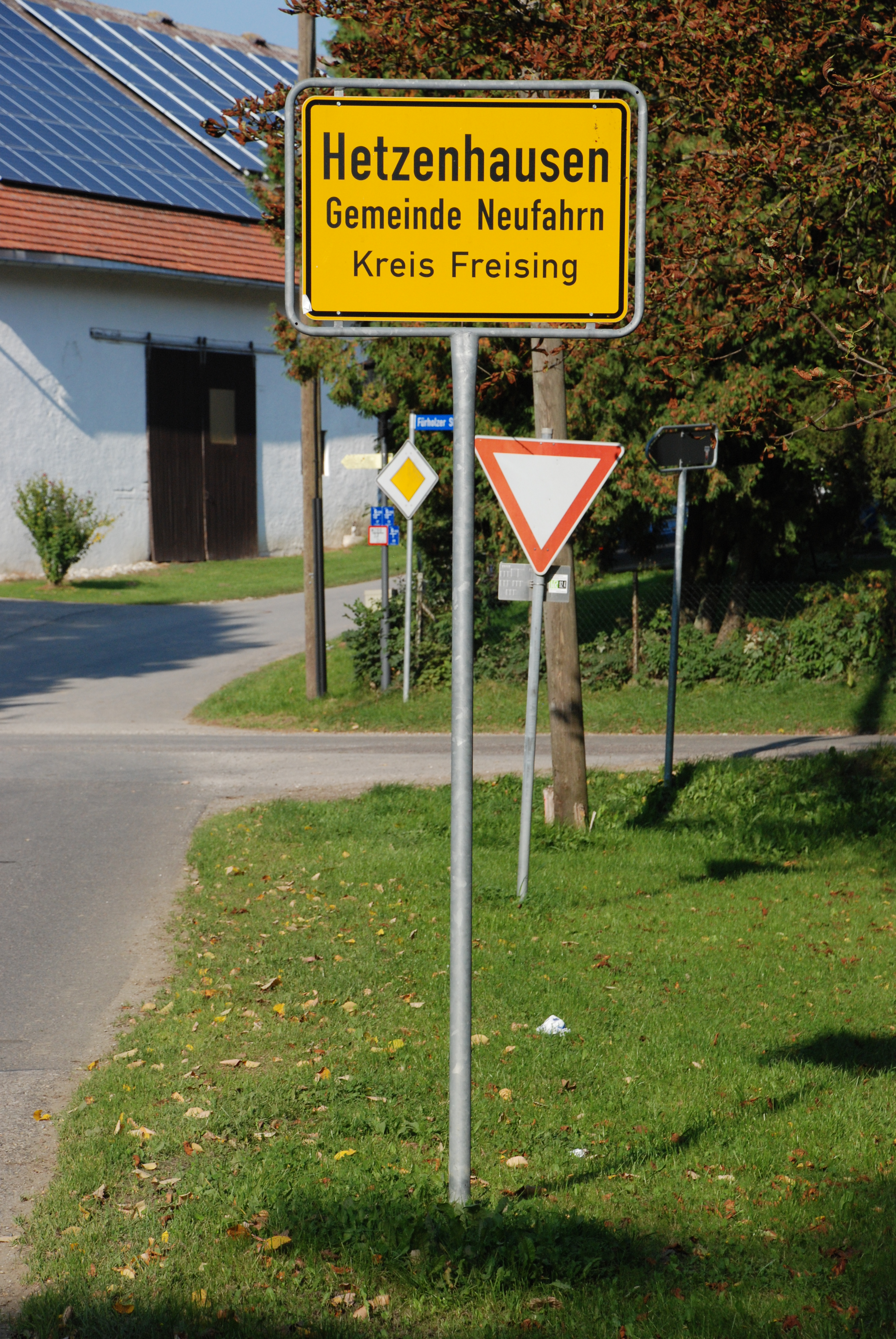
Ortsschild von Hetzenhausen

Hetzenhausen ist ein Gemeindeteil der Gemeinde Neufahrn bei Freising in Oberbayern mit ca. 200 Einwohnern.

## Lage
Das Kirchdorf Hetzenhausen liegt auf der Nordseite eines Höhenzugs, der sich zwischen dem Isar- und Ampertal in östlicher Richtung erstreckt.

## Geschichte
Es wird wohl immer ein Geheimnis bleiben, wann Hetzenhausen wirklich zum ersten Mal genannt wurde. Die Gelehrten sind nämlich nicht einer Meinung, ob der Ortsname „Zezinhusir“, der in den Urkunden der Freisinger Bischöfe erwähnt wird, auf Hetzenhausen im Landkreis Freising oder auf Etzenhausen im Landkreis Dachau zu beziehen ist. Lange Zeit hatte es den Anschein, als sei Hetzenhausen eine relativ junge Siedlung. Doch wie keltische Funde beweisen, siedelten Menschen dort schon um 450 vor Christus. Urkundlich erwähnt wird Hetzenhausen als „Zezinhusir“ aber erst um 794 nach Christus.
Im Jahre 1499 kam Hetzenhausen als Grundbesitz im Rahmen der Hofmark Massenhausen zum Hochstift Freising und blieb bei ihr bis zur Säkularisation 1802/1803.
Hetzenhausen gehörte zur Gemeinde Massenhausen, die am 1. Mai 1978 in die Gemeinde Neufahrn bei Freising eingegliedert wurde.

## Filialkirche
Einziges Baudenkmal des Dorfes ist die Katholische Filialkirche St. Martin, siehe Liste der Baudenkmäler in Hetzenhausen.